# Força de Seguretat Rabha
La Força de Seguretat Rabha (Rabha National Security Force, RNSF) és una organització armada dels rabha formada per joves d'aquesta ètnia amb l'objectiu de crear un estat de Rabha-hasong (Rabhaland), amb els districtes Goalpara, Bongaigaon i Dhubri d'Assam.
Va rebre el suport del Front Unit d'Alliberament d'Assam (United Liberation Front of Asom, ULFA).
El seu líder és Jabrang Rabha i té uns 50 homes en armes. El 5 de maig del 2000 el vicepresident Ashok Kumar Rabha es va entregar. però l'organització no ha volgut signar un acord de pau amb el govern.